# Estrecho de Qiongzhou
El estrecho de Qiongzhou (en chino simplificado: 琼州海峡, en chino tradicional: 瓊州海峽; pinyin: Qióngzhōu Hǎixiá, también llamado estrecho de Hainan) es un cuerpo de agua que separa la península de Leizhou en la provincia de Cantón (Guangdong), en el sur de China, del norte de la isla de Hainan en el sur. El estrecho conecta el golfo de Tonkin en el oeste, hasta el bajío James (曾母暗沙) en el borde oriental del mar de China Meridional.
El estrecho tiene en promedio 30 kilómetros (19 millas) de ancho y su centro esta en las coordenadas 20 °09'N 110°16'E, con una profundidad máxima de aproximadamente 120 metros (390 pies).
Un puente de 140 mil millones de RMB ($21 mil millones de dólares) a través del estrecho está previsto para iniciar su proceso de construcción en 2012. El puente está diseñado para tener varios niveles, tanto para trenes y vehículos, y se espera que tenga 26,3 kilómetros (16,3 millas) de largo. En la actualidad el estrecho es susceptible de cierres durante la actividad fuerte de tifones.